# 王喆 (歌手)
王喆（英語：Ako Wang，1996年11月26日—），出生于中国上海市，中国大陆男歌手。2019年参加爱奇艺青年励志综艺节目《青春有你》并获得第17名。同年参加爱奇艺原创音乐真人秀节目《我们的演唱会》。

## 演艺经历
王喆于1996年11月26日出生于中国上海市，毕业于伦敦大学皇家霍洛威学院数学系。2019年1月，王喆开始参加爱奇艺青年励志综艺节目《青春有你》，并最终获得第17名。同年5月，王喆发行首支单曲《觅》。同年6月，王喆开始参加爱奇艺原创音乐真人秀节目《我们的演唱会》。

## 争议
2019年8月9日，Twitter上一名名為“性瘾学长”的网友发布了其和一名同性男子的几段性爱影片，搭配的文字中提及到该男子是一名刚参加完选秀节目而出道的艺人，网友通过该男子的身体特征认定影片中的人应为王喆，影片也因此遭到网友的疯狂传播。同月25日，王喆的经纪公司发表声明否认影片中的人为王喆。同日，影片的主人“性瘾学长”也在Twitter上发表声明否认影片中的人为王喆<。此后，王喆开始鲜少出现在公众视野。

## 音乐作品

### 单曲
- 《觅》（2019）

## 影视作品

### 综艺节目
- 《青春有你》（2019）
- 《我们的演唱会》（2019）